# Fort Richmond (Guernsey)
Fort Richmond ist die Ruine eines Küstenforts an der Nordwestküste der Kanalinsel Guernsey nördlich des Dorfes Richmond.
Das vierseitige Fort mit Mauern aus Granit wurde Ende des 18. Jahrhunderts errichtet, als England einen Angriff von Frankreichs unter der Führung von Napoleon befürchtete. Es hat an jeder der vier Ecken einen Turm mit quadratischem Grundriss und einer zinnenbewehrten Brüstung. Die Türme sind durch nahezu gleich hohe Kurtinen verbunden. Ein tiefer Graben umgibt das dreistöckige Gebäude.
Im Zweiten Weltkrieg übernahmen die Deutschen, die die Kanalinseln besetzt hatten und als Teil des Atlantikwalls nutzten, auch dieses Fort. Nach dem Krieg diente es als Domizil eines Surfclubs, später einer Jugendgruppe. Seit etwa 1986 ist es verfallen und wird nicht mehr genutzt. Der Verkauf als Privathaus ist geplant.